# 남만주
남만주(南滿洲)는 만주 남부를 가리키는 말로, 일찍이 만주국이 있던 지역을 가리키는 지역 호칭이다. 안만주라고도 말한다.
"남만주"라는 지명을 쓴 기업으로는 남만주철도가 유명하다. 현재는 중화인민공화국의 영토이며, 한족과 몽골족과 조선족과 한화한 만주족이 살고 있다.

## 같이 보기
- 북만주
- 청나라
- 만주족
- 만주어
- 중국
- 일본
- 이시하라 간지